# Serie 104 de Renfe
La serie 104 de Renfe es una serie de trenes adquiridos inicialmente para ofrecer el servicio Avant de Renfe Viajeros, o lo que es lo mismo, servicios de alta velocidad de media distancia o regionales, que antes se denominaban Lanzaderas AVE. Al ser un tren diseñado para ofrecer servicios de menos de 1h30 de viaje, no existe la clase club y el número de plazas de clase preferente fue muy bajo, 31 plazas frente a 205 de clase turista; únicamente el primer coche, donde está la cafetería, era de clase preferente. En la actualidad, todas las plazas son comercializadas como clase turista, aún teniendo el primer coche en configuración preferente.
Pertenecen a la familia de trenes Pendolino desarrollados por la italiana Fiat Ferroviaria -que sería posteriormente absorbida por Alstom-, y relacionados con los ETR 460 y ETR 480. Por tanto, han sido fabricados entre Alstom y CAF, solicitándose un pedido de 20 unidades que se empezó a entregar en 2003 y se terminó en 2005. 
Son trenes con la tracción distribuida: cada coche está motorizado con 2 motores de 550 kW y los 8 bogies tienen tracción en uno de sus ejes. Además el sistema permite que, en caso de avería de alguno de los motores, el tren siga funcionando al 75% de su capacidad. En mando múltiple podrán ir hasta 4 unidades, con lo que se podrán formar convoyes de casi 1000 plazas.